# Chlorophorus graphus
Chlorophorus graphus es una especie de escarabajo longicornio del género Chlorophorus. Fue descrita científicamente por Holzschuh en 1998.
Se distribuye por China. Mide 12,3 milímetros de longitud. El período de vuelo de esta especie ocurre en los meses de junio y julio.